# Moskwicz 2138/2140
Moskwicz 2138/2140 – samochody osobowe klasy niższej średniej marki Moskwicz produkowane przez radzieckie zakłady AZLK w latach 1976–1988, napędzane silnikiem o pojemności 1,4 l (2138) lub 1.5 l (2140). Stanowiły one modernizację linii modeli Moskwicz 408/412 z lat 60. Moskwicze 2140/2138 były produkowane z czterodrzwiowym nadwoziem typu sedan, a także miały odrębnie oznaczone wersje pochodne kombi oraz furgon. Wprowadzenie nowego modelu było wynikiem słabnącego popytu na poprzednie samochody moskiewskich zakładów AZLK oraz rosnącą konkurencję ze strony Łady. Początkowo były bardzo konkurencyjne na radzieckim rynku ze względu na niską cenę, wytrzymałość oraz dostępność części zamiennych. Jakość samochodów zaczęła jednak w latach 80. spadać. Ogółem w latach 1976-1988 wyprodukowano ponad 818 tys. samochodów tego modelu.

## Historia i opis modelu

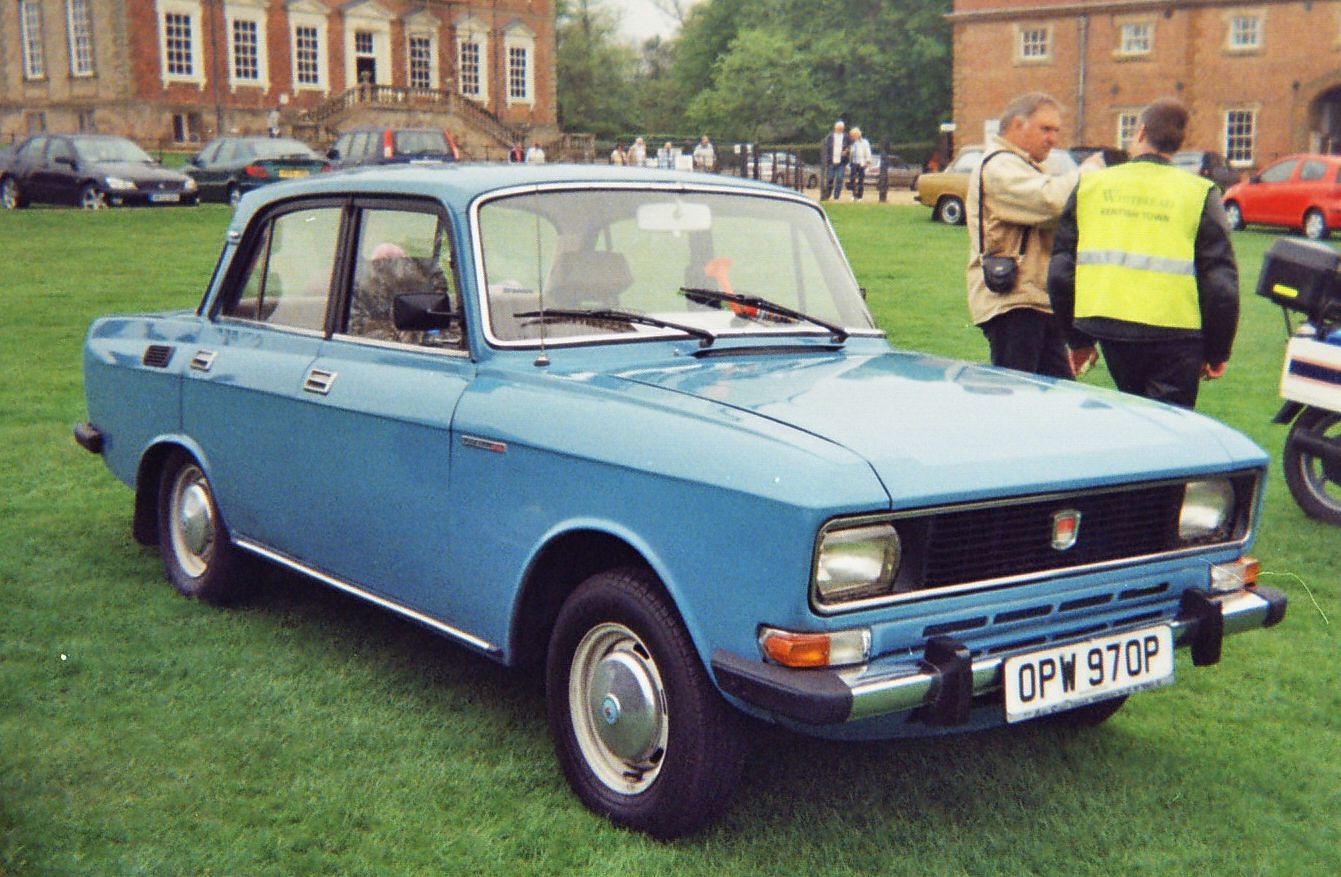
Moskwicz 2140 (wczesny, wersja eksportowa)

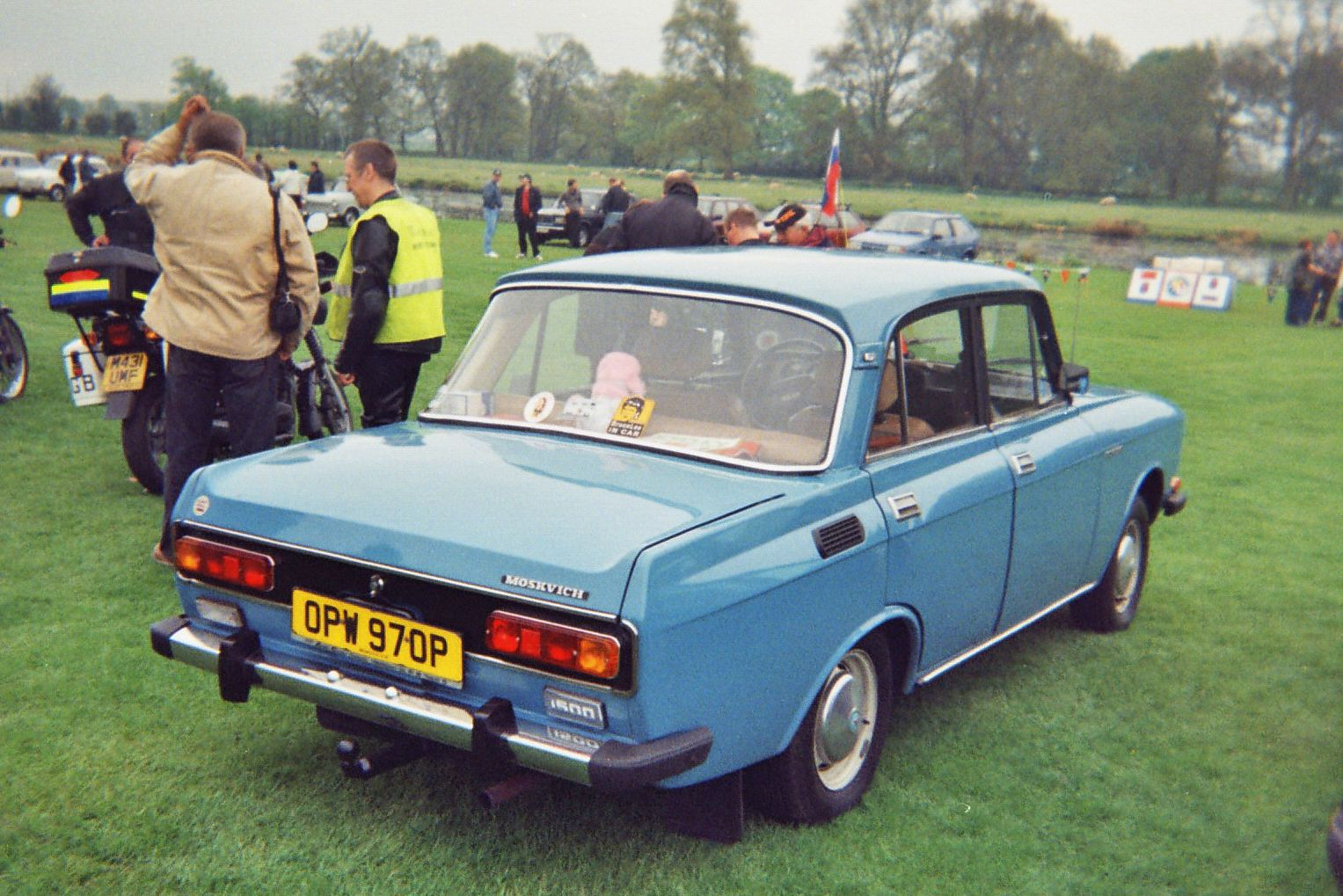
Moskwicz 2140 (wczesny) – tył pojazdu

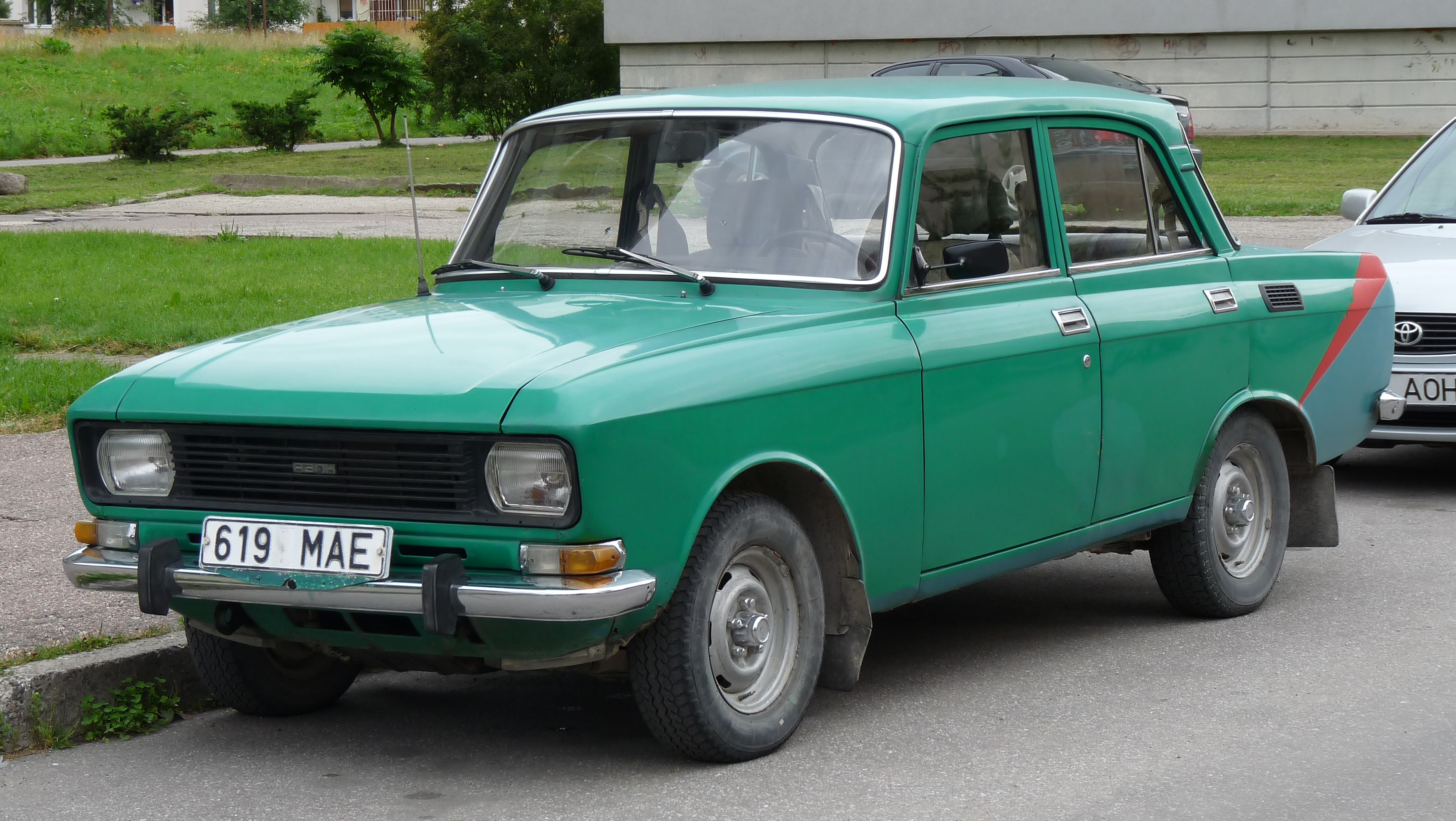
Późny Moskwicz 2140

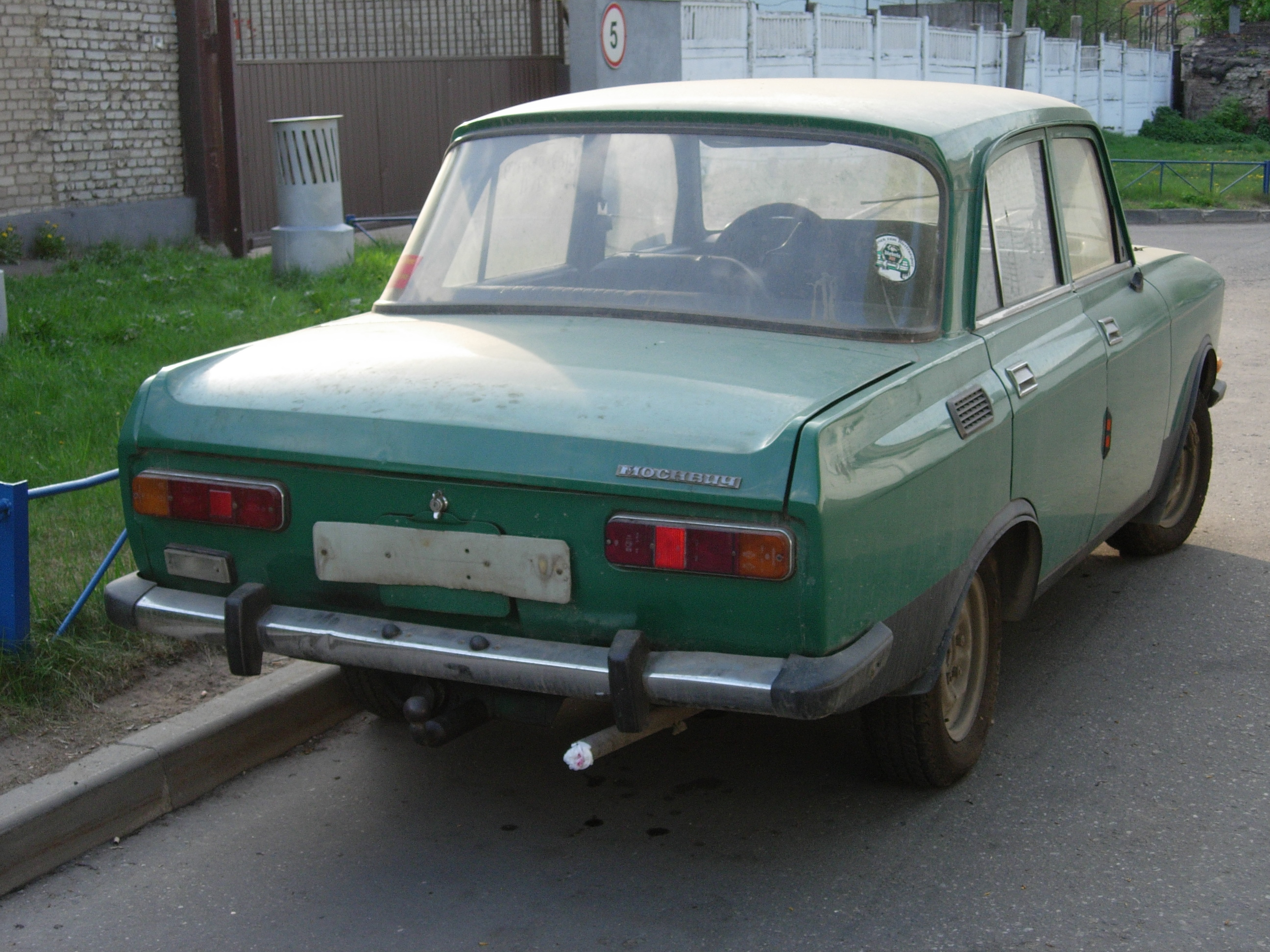
Późny Moskwicz 2140 – pas tylny

Podstawowym modelem nowej generacji Moskwiczy z połowy lat 70. XX wieku był 2140, stanowiący odmianę sedana z mocniejszym silnikiem o pojemności 1,5 l i mocy 75 KM. Samochód ten nie był jednak nową konstrukcją, a jedynie zmodernizowaną wersją modelu Moskwicz 412, wprowadzonego w 1967 roku. Potrzeba modernizacji wynikała ze słabnącego popytu na poprzedni model, tak w ZSRR, gdzie konkurowały z nim nowocześniejsze Łady (Żyguli), jak i za granicą, dokąd eksportowano znaczną część produkcji Moskwiczy (ponad połowę pod koniec lat 60). Konstrukcję dostosowano do nowych międzynarodowych norm bezpieczeństwa. Zmiany ograniczyły się do unowocześnienia wyglądu nadwozia i ulepszenia niektórych podzespołów, bez głębszej ingerencji w strukturę nadwozia i układ jezdny, wywodzący się konstrukcyjnie jeszcze z modelu 402 z lat 50. Silnik o pojemności 1,5 l, opracowany dla modelu 412 na wzór silnika BMW, był natomiast jeszcze dość nowoczesny.
Najbardziej widocznym zmianom podlegał przedni pas nadwozia, w którym zamieniono chromowaną atrapę chłodnicy i grube chromowane obramowania prostokątnych reflektorów przez kratę z czarnego plastiku, zgodnie z ówczesną modą. Cała atrapa z reflektorami była jedynie obwiedziona cienką chromowaną obwódką.  Zmieniono też pas tylny, rezygnując z bocznych płetw z kierunkowskazami po bokach klapy bagażnika, lecz pozostawiając mimo to na ich miejscu niewielkie przetłoczenia nadwozia. Tylne poziome lampy zespolone zostały umieszczone na charakterystycznym poziomym pasie lakierowanym na czarno i obwiedzionym cienką chromowaną obwódką. Ponadto, samochód otrzymał bezpieczniejsze dla pieszych wpuszczone (kasetowe) klamki drzwi oraz plastikowe kratki wentylacyjne nad tylnymi kołami. Chromowane zderzaki zostały wyposażone w modne czarne plastikowe kły. Modernizacji zgodnie z ówczesnymi trendami podlegało też wnętrze i deska rozdzielcza, z trzema okrągłymi wskaźnikami w dużej czarnej prostokątnej konsoli z tworzyw sztucznych. Wygodniejsze stały się przednie siedzenia, z zagłówkami. Z przodu zainstalowano hamulce tarczowe dwuobwodowe i wprowadzono lepszy system wspomagania hamulców, na licencji angielskiej firmy Girling. Uprościła się też obsługa samochodu, w tym czas między smarowaniem elementów podwozia wydłużył się z 4 do 10 tysięcy km. Nietypowym ulepszeniem było to, że w trybie nocnym (przy włączonych światłach pozycyjnych), światła stopu i kierunkowskazy świeciły słabiej, niż w dzień, dla zmniejszenia oślepiania. Nowością były też światła awaryjne. Na skutek ulepszenia tłumików, samochód stał się cichszy. Koło zapasowe przewożono jak w poprzedniku, w bagażniku po prawej stronie.
Samochód otrzymał numer modelu 2140, zgodnie z nowym systemem oznaczeń samochodów produkowanych w ZSRR. Zaprezentowany został po raz pierwszy w połowie 1974 roku, lecz do produkcji wszedł dopiero ponad rok później, przy tym ulepszenia wprowadzano stopniowo. Początkowo od października–listopada 1975 roku produkowano modele przejściowe, z nową tylną częścią, a resztą nadwozia odpowiadającą Moskwiczowi 412. W styczniu 1976 roku samochód otrzymał nową przednią część, a w ciągu kolejnych miesięcy nowe drzwi i elementy wyposażenia wnętrza i przyrządy. Od 1976 roku część samochodów wyposażano, zamiast gaźnika K-126N, w nowocześniejsze gaźniki DAAZ-2101-412 od Łady, a od lat 80. – gaźniki DAAZ-2140 serii Ozon. W 1978 roku po raz pierwszy w ZSRR, w modelu 2140 zastosowano lakier metalizowany. Bogatsze wersje posiadały wycieraczki reflektorów. Na klapie bagażnika umieszczono z prawej strony nazwę w transkrypcji angielskiej: „Moskvich”, a pod prawą lampą chromowaną tabliczkę z pojemnością silnika „1500”.
W latach 1981–1984 wprowadzono stopniowo szereg drobnych modyfikacji nadwozia i wnętrza, częściowo w ślad za bardziej luksusową odmianą 2140SL. Zauważalną zmianą było usunięcie chromowanej obwódki atrapy chłodnicy, a znak firmowy na niej zastąpiono zgodnie z nową modą przez prosty napis АЗЛК lub AZLK (w wersji na eksport). Zrezygnowano też z czarnego pasa pod tylnymi lampami i lampek postojowych na tylnych słupkach dachu, a także tabliczek „Moskvich 1500” na przednich błotnikach i „1500” z tyłu. Od 1982 roku część samochodów zaczęła otrzymywać fabrycznie opony radialne z kordem stalowym, w miejsce opon diagonalnych. Od 1985 roku rogi chromowanych zderzaków wykonywano z czarnego plastiku.

## Inne wersje

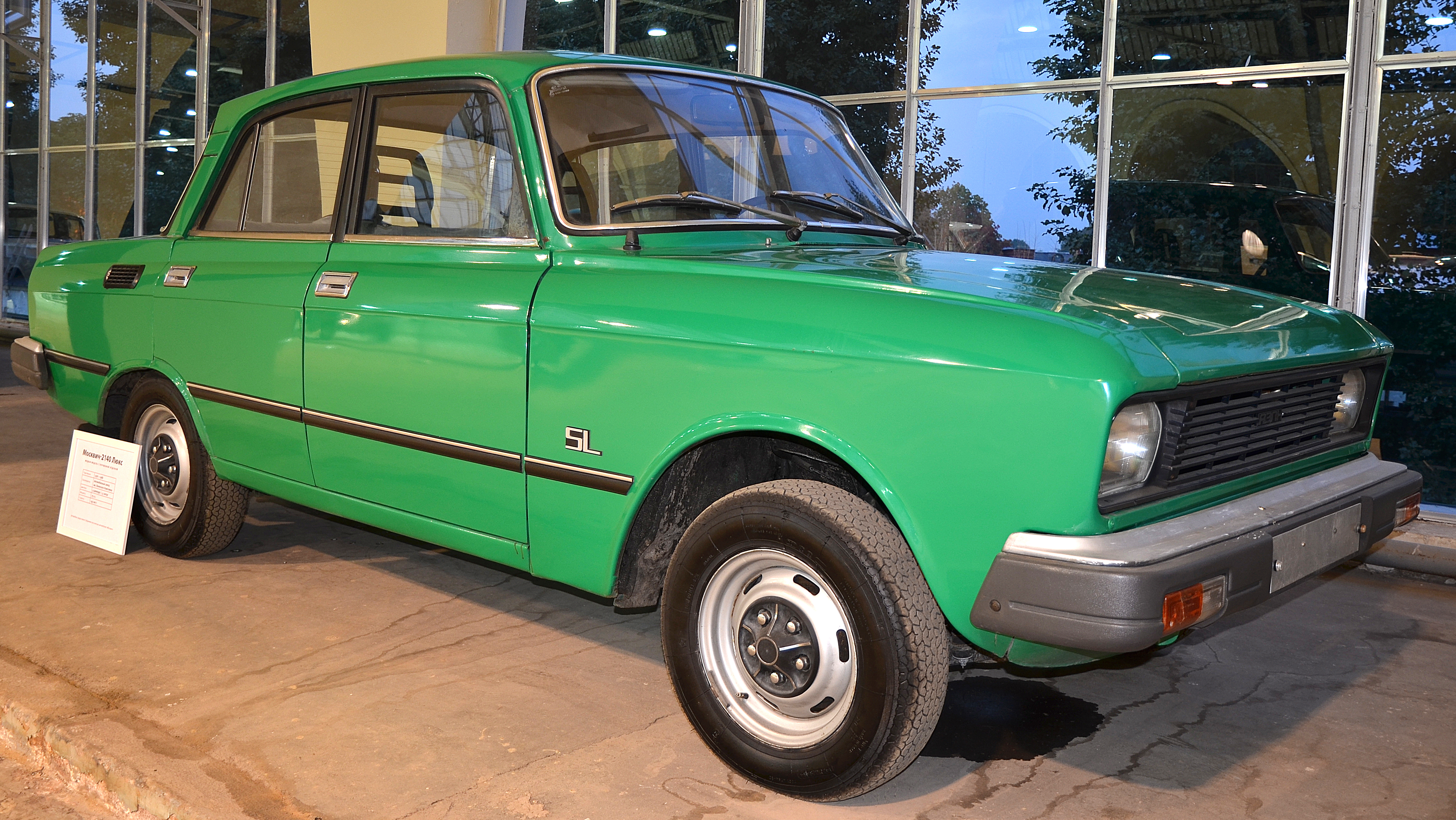
Moskwicz 2140SL (1,5SL)

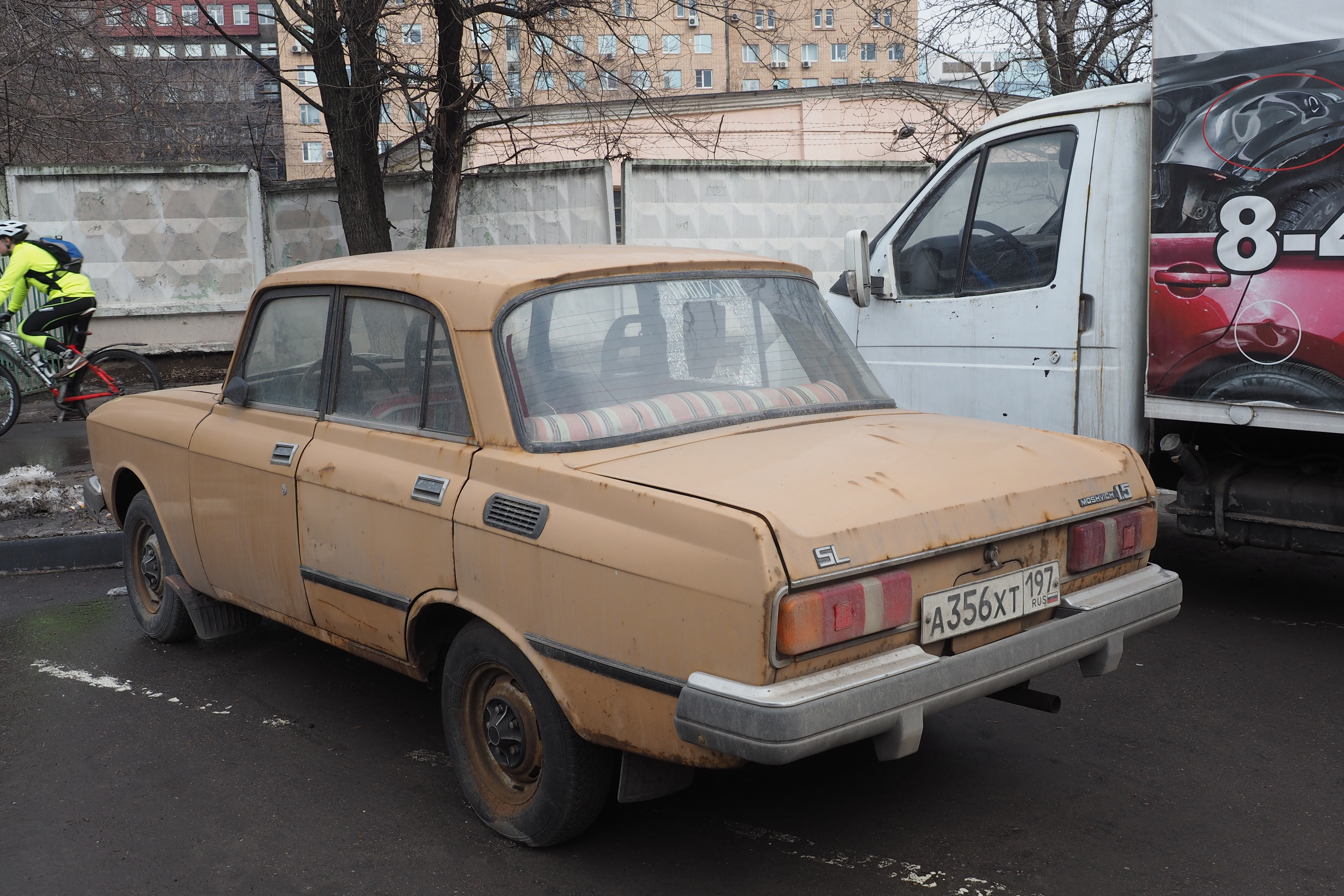
Moskwicz 2140SL od tyłu

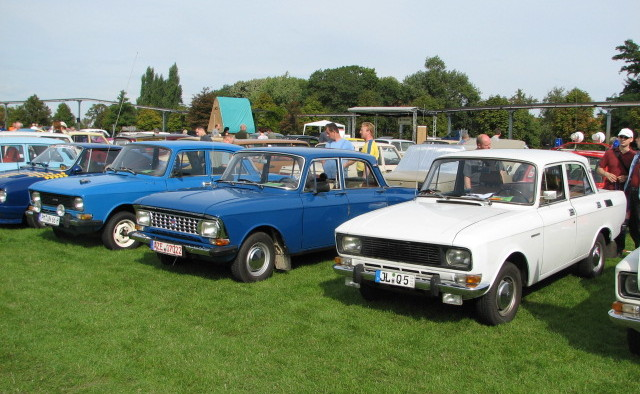
Moskwicze 2140 i poprzednik Moskwicz 412

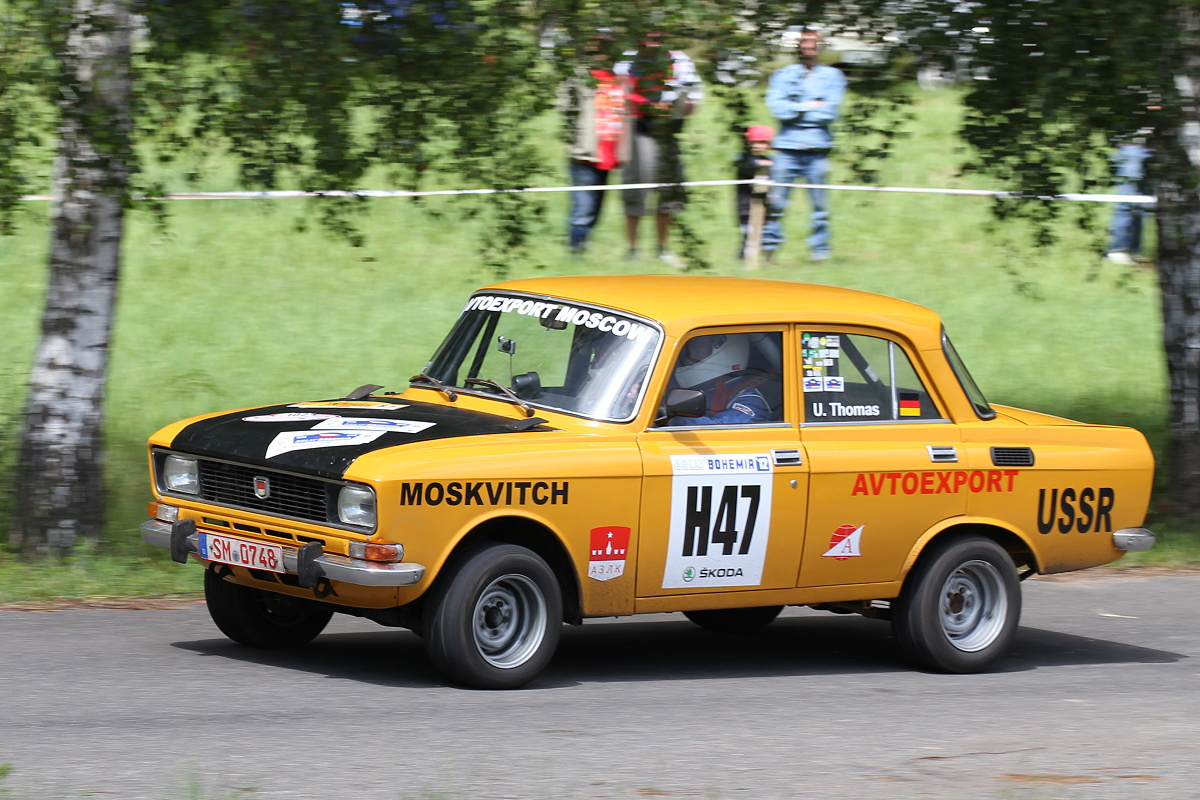
Moskwicz 2140 używany w sporcie

### Moskwicz 2138
Z powodu ograniczonej wielkości produkcji silników UZAM-412, produkowano także do 1981 roku słabszą wersję zmodernizowanego samochodu, Moskwicz 2138, ze starym silnikiem MZMA-408 z Moskwicza 408, o pojemności 1358 cm³ (1,4 l) i mocy 50 KM (pojemność często podaje się jako 1360 cm³). Mogła ona pracować na gorszej benzynie A-76. Cieszyła się ona jednak znacznie mniejszym zainteresowaniem i stosunkowo szybko zaprzestano jej produkcji, gdy rozwiązano problemy z dostępnością silników. Wersja ta nosiła także oznaczenie „Moskwicz-1360” od pojemności silnika.

### Moskwicz 2140SL
W celu ożywienia eksportu, a także uzyskania droższego modelu na rynek wewnętrzny, pod koniec lat 70. opracowano odmianę "luks" Moskwicz 2140SL, oznaczaną także na eksport jako 1500SL lub 1,5SL. Produkowano ją od listopada 1980 do końca 1987 roku. Była ona wykonywana we współpracy z jugosłowiańską firmą Saturnus, która zajmowała się m.in. sprzedażą samochodów radzieckich na tamtejszym rynku. Wersja 2140 SL podlegała liftingowi zarówno zewnętrznemu, jak i wewnętrznemu. Najbardziej zauważalnym elementem były grubsze i szersze plastikowe zderzaki zamiast chromowanych, lepiej odpowiadające normom bezpieczeństwa. Do przedniego zderzaka przeniesiono spod reflektorów kierunkowskazy i światła pozycyjne. Wzdłuż boku samochodu ciągnęła się przyklejona plastikowo-aluminiowa listwa, a na przednich błotnikach były napisy SL. Zmieniła się nieco forma atrapy chłodnicy, na której znak fabryczny został zastąpiony przez napis AZLK. Powiększono i unowocześniono tylne lampy zespolone, które obejmowały teraz także światła cofania (bazowy model 2140 miał jedno osobne światło cofania, poniżej lewej lampy). Zrezygnowano z chromowanych detali, w tym kołpaków kół. Unowocześniono wystrój wnętrza i tablicę przyrządów, która mieściła się w znacznie zmniejszonej prostokątnej konsoli. Na środku tablicy przyrządów umieszczono zegar elektroniczny z zielonym wyświetlaczem. Zmieniono też formę kierownicy (później zastosowano ją także w modelu 2140). Siedzenia otrzymały miękkie welurowe obicia, a przednie – bezstopniową regulację nachylenia oparcia. W latach 80. ergonomia stanowiska kierowcy Moskwicza 2140SL była uważana za najlepszą wśród radzieckich samochodów. Zderzaki, lampy, obicie siedzeń i część innych podzespołów były dostarczane przez firmę Saturnus.
W luksusowej wersji wprowadzono także pewne usprawnienia mechaniczne, jak standardowo opony radialne i nowsze gaźniki. W celu oszczędności paliwa zmniejszono przełożenie przekładni głównej do 1:3,89. Znacznie ulepszono system ogrzewania wnętrza oraz wprowadzono standardowo ogrzewanie tylnej szyby. Część ulepszeń, jak kierownica, ogrzewanie wnętrza, regulacja siedzeń, przełożenie tylnego mostu, zostały po 1982 roku zaadaptowane także do modelu bazowego 2140.

## Produkcja i eksploatacja
Model 2140 i odmiany pochodne był przez większość czasu produkcji (pomiędzy 1976 a 1986 rokiem) jedynym modelem osobowego Moskwicza produkowanym przez zakłady AZLK, które uzyskały w tym czasie szczyt wydajności. W 1980 roku wyprodukowano w nich najwięcej samochodów – 188 tysięcy. Moskwicz 2140 stał się trzymilionowym samochodem produkcji AZLK (25 sierpnia 1980) oraz czteromilionowym (17 września 1986, model 2140SL). Mimo starszej konstrukcji od samochodów Łada (Żyguli), Moskwicz początkowo w dość udany sposób z nimi konkurował na rynku wewnętrznym, będąc łatwiejszym do kupienia i nieco tańszym. Uważany był przy tym za mało wymagający i bardziej wytrzymały samochód, co było istotne zwłaszcza poza miastami. Jego atutem w Moskwie była też lepsza dostępność części, produkowanych na miejscu. W latach 80. jednak jakość produkowanych Moskwiczy pogorszyła się, co miało związek m.in. z pogonią za wypełnieniem planów co do liczby wyprodukowanych samochodów. W konsekwencji, popyt na nie spadł i doszło do tego, że w 1984 roku, po raz pierwszy od prawie 30 lat, Moskwicze pojawiły się w wolnej sprzedaży dla mieszkańców Moskwy, bez konieczności oczekiwania w kolejkach, które wciąż obowiązywały na samochody Żyguli. Według niektórych danych, na początku lat 80. eksport spadł do około 20 tysięcy samochodów rocznie. W związku ze zmniejszonym zainteresowaniem w kraju i za granicą, liczne samochody kupowano w tym okresie dla użytkowników państwowych, w tym milicji i przedsiębiorstw taksówkowych. Kolejki na zakup samochodu jeszcze powróciły w ślad za poprawą jakości produkcji, od 1987 roku. Mimo to, z powodu słabnącego eksportu i wdrożenia do produkcji całkiem nowego samochodu Moskwicz 2141, w 1988 roku zakończono produkcję modelu 2140 (ostatni wyprodukowano 8 lipca 1988, z numerem podwozia 818096). 
Równolegle do modelu 2140 i jeszcze dłużej od niego – do 1997 roku – był produkowany stary model Moskwicz 412 w zakładach IżAwto w Iżewsku, nieznacznie zmodernizowany wizualnie w 1982 roku.
Moskwicze 2140 były używane również w radzieckim sporcie samochodowym, biorąc udział m.in. w rajdach międzynarodowych. Samochody takie otrzymywały także silniki o pojemności zwiększonej do 1,6-1,8 l i eksperymentalne (niewprowadzone do  produkcji) skrzynie biegów KP-9

## Pochodne odmiany nadwoziowe
Na bazie modelu 2140 produkowano także do 1985 roku wersje kombi Moskwicz 2137 oraz do 1981 roku furgon Moskwicz 2734. Miały one także swoje odpowiedniki z silnikiem 1,4 l: kombi 2136 i furgon 2733. Budowano także nieseryjne pick-upy, w drodze przeróbki innych wariantów nadwoziowych, głównie na potrzeby transportu wewnątrzzakładowego zakładów AZLK. 

## Wersje
Główne źródło:
- Moskwicz 2136 – kombi z silnikiem 1,4 l
- Moskwicz 2137 – kombi z silnikiem 1,5 l
- Moskwicz 2138 – sedan z silnikiem 1,4 l 
  - Moskwicz 21381 – samochód pomocy medycznej (sedan 1,4 l)
- Moskwicz 2140 – sedan z silnikiem 1,5 l (podstawowa wersja)
  - Moskwicz 2140SL – wersja "lux" z bogatszym wyposażeniem
  - Moskwicz 21401 – samochód pomocy medycznej (sedan 1,5 l)
  - Moskwicz 21403 – wersja z ręcznym sterowaniem dla inwalidów  (sedan 1,5 l)
  - Moskwicz 21406 – wersja z osłabionym silnikiem UZAM-412DE (68 KM), na gorszej jakości benzynę A76, głównie dla wsi
  - Moskwicz 2140-121 – taksówka z osłabionym silnikiem na benzynę A76, taksometrem i tapicerką ze sztucznej skóry
- Moskwicz 2315 – planowane oznaczenie wersji pick-up (nie produkowany seryjnie)
- Moskwicz 2733 – furgon z silnikiem 1,4 l
- Moskwicz 2734 – furgon z silnikiem 1,5 l

## Dane techniczne (2140)
Główne źródło:
- Nadwozie: samonośne, stalowe, 4-drzwiowe, 5-miejscowe
- Długość/szerokość/wysokość: 4250 / 1550 / 1480 mm
- Rozstaw osi: 2400 mm
- Rozstaw kół przód/tył: 1270/1270 mm[2]
- Masa własna: 1080 kg
- Masa całkowita: 1480 kg
- Średnica zawracania: 11,8 m
- Prześwit pod osiami: 173 mm
- Silnik: UZAM-412 – gaźnikowy, 4-suwowy, 4-cylindrowy rzędowy, górnozaworowy OHC, chłodzony cieczą, umieszczony z przodu, napędzający koła tylne
- Pojemność skokowa: 1478 cm³
- Średnica cylindra x skok tłoka: 82 x 70 mm
- Moc maksymalna: 75 KM przy 5800 obr./min
- Maksymalny moment obrotowy: 112 Nm[2] (11,4 kgf[15]) przy 3-3,8 tys. obr./min
- Stopień sprężania: 8,8:1
- Gaźnik: K-126N, później DAAZ-2101-412 lub DAAZ-2140 Ozon
- Skrzynia przekładniowa: mechaniczna 4-biegowa, biegi do przodu zsynchronizowane, z dźwignią w podłodze
- Przekładnia główna: hipoidalna, przełożenie 1:4,22, później 1:3,89[7]
- Zawieszenie przednie: niezależne, poprzeczne wahacze resorowane sprężynami śrubowymi, teleskopowe amortyzatory hydrauliczne
- Zawieszenie tylne: zależne, sztywna oś na podłużnych resorach półeliptycznych, teleskopowe amortyzatory hydrauliczne
- Hamulce: przedni tarczowy, tylny bębnowy, ze wspomaganiem, dwuobwodowe; hamulec ręczny mechaniczny na koła tylne
- Ogumienie o wymiarach 6,45-13" (później 165/80R13)
- Średnie zużycie paliwa w cyklu miejskim: 10,3 l / 100 km[2]
- Prędkość maksymalna: 142 km/h
- Zużycie paliwa: 8,8 l/100 km przy V=80 km/h
- Przyspieszenie 0-100 km/h: 19 s